# Carex arnottiana
Carex arnottiana är en halvgräsart som beskrevs av Christian Gottfried Daniel Nees von Esenbeck och Solomon Salomon Thomas Nicolai Drejer. Carex arnottiana ingår i släktet starrar, och familjen halvgräs.
Artens utbredningsområde är Sri Lanka. Inga underarter finns listade i Catalogue of Life.